# Örnólfsfjall
Örnólfsfjall är en bergstopp i republiken Island. Den ligger i regionen Austurland, 400 km öster om huvudstaden Reykjavík. Toppen på Örnólfsfjall är 891 meter över havet.
Runt Örnólfsfjall är det mycket glesbefolkat, med 2 invånare per kvadratkilometer. Närmaste större samhälle är Reyðarfjörður, omkring 17 kilometer nordväst om Örnólfsfjall. Trakten runt Örnólfsfjall består i huvudsak av gräsmarker.